# Ádándi Felső-hegy
Ádándi Felső-hegy este o arie protejată (arie specială de conservare — SAC, sit de importanță comunitară — SCI) din Ungaria întinsă pe o suprafață de 9,94 ha, integral pe uscat.

## Localizare
Centrul sitului Ádándi Felső-hegy este situat la coordonatele 46°50′58″N 18°09′31″E / 46.849444°N 18.158611°E.

## Înființare
Situl Ádándi Felső-hegy a fost declarat sit de importanță comunitară în mai 2004 pentru a proteja 2 specii de animale. Situl a fost protejat și ca arie specială de conservare în februarie 2010.

## Biodiversitate
Situată în ecoregiunea panonică, aria protejată conține 1 habitat natural: Pajiști stepice panonice pe loess.
La baza desemnării sitului se află mai multe specii protejate:
- mamifere (1): liliac cârn (Barbastella barbastellus)
- nevertebrate (1): Cucujus cinnaberinus

Pe lângă speciile protejate, pe teritoriul sitului au mai fost identificate 1 specie de plante.